# 不完全變化動詞
不完全变化动词是指變位不完全的動詞，也就是說在一個有變位的語言中，這一類動詞與普通的動詞相比，較少隨人称、数、性、时态等進行詞形變化，甚至完全不進行變化。

## 英語
英語中典型的不完全變化動詞有助動詞和情態動詞。例如、和等。